# Giuseppe Cencelli
Giuseppe Cencelli (Fabrica di Roma, 16 settembre 1819 – Roma, 22 marzo 1899) è stato un avvocato e politico italiano. 
Fu nominato senatore del regno d'Italia nel 1879.

## Biografia
Giuseppe Cencelli Perti nasce a Fabrica di Roma dal conte Carlo Cencelli Perti (1790-1856) e dalla nobile Anna Leali (1783-1827) in una famiglia di proprietari terrieri e agricoltori.  Dopo la laurea in giurisprudenza e l'inizio della professione forense, nel 1848 volle partecipare alla Prima guerra di indipendenza italiana.
Arruolatosi nella Cavalleria Civica con il grado di sottotenente e passato il Po, partecipò nel giugno 1848 alla battaglia di Treviso e successivamente a quella di Vicenza come aiutante di campo di Massimo d'Azeglio.
Nel 1849 si unì a Garibaldi nella difesa della Repubblica romana, nonostante l'invito scritto del Cardinale Gizi di portarsi in Gaeta, ove si era rifugiato papa Pio IX, con la promessa che con il perdono avrebbe ricevuto il grado di Colonnello dei Dragoni, che già comandava con il grado di Capitano.
Caduta la Repubblica Romana il 10 luglio 1849 e ristabilita l'autorità pontificia il successivo 14 luglio, fu confinato a Fabrica, ma non cessò di interessarsi e di congiurare per l'Unità d'Italia.
Nel 1850 sposò la nobile Albina Polidori, dalla quale nascerà Alberto, anch'egli Senatore e Presidente della Deputazione Provinciale di Roma.
Nel confino di Fabrica si occupò attivamente del patrimonio familiare, che era stato fortemente compromesso dal bisavo Conte Stefano e dal pro-zio Giulio Cesare Cencelli. Migliorò fortemente la conduzione agricola delle proprietà con piantagioni di castagni, nocciole e vigne, ma soprattutto bonificando la vasta tenuta delle Pantane.
Con l'Unità d'Italia, nello stesso settembre 1870 fu eletto Deputato nel Collegio di Viterbo e fu nuovamente rieletto Deputato nella XII e XIII legislatura. Il 16 marzo 1879 fu nominato Senatore ed ebbe poi la carica di Segretario alla Presidenza.
Fu Presidente del Consiglio Provinciale di Roma dal 9 dicembre 1873 al 7 agosto 1881, sotto la sua presidenza fu fondata la Cattedra ambulante di agricoltura ed inaugurata la nuova sede della Deputazione e della Prefettura a Palazzo Valentini.
Morì in Roma il 22 marzo 1899, ma la salma fu portata in Fabrica, dove il 26 marzo ebbe sepoltura.